# Entenweiher (München)
Der Entenweiher ist ein Teich in München.

## Lage
Der Teich liegt in den östlichen Isarauen im Münchner Stadtteil Untergiesing zwischen der Candidstraße im Süden und der Bahnstrecke München–Rosenheim im Norden. Östlich des Entenweihers liegt die Sportanlage Giesing hinter der Grundschule am Agilolfingerplatz, am westlich des Südendes liegen ein Trimm-dich-Pfad mit der Bezeichnung Städtischer Fitness Parcours Isarauen und der 1934 von Christian Wrede errichtete Meerkuh-Brunnen mit Tier-Reliefs.

## Beschreibung
Gespeist wird der Entenweiher an seinem Südende von dem Aubach, einem künstlichen Bach, der im Tierpark Hellabrunn von dem Auer Mühlbach abgezweigt wird. Der Aubach wird in diesem Abschnitt auch als Freibadbächl bezeichnet, weil er in seinem weiteren Verlauf durch das Schyrenbad fließt, das älteste noch bestehende Freibad Münchens.
Der Entenweiher ist in zwei Teile geteilt. Der rund 7400 Quadratmeter große Südteil ist etwa 300 m lang und an seiner breitesten Stelle etwa 45 m breit. In der Mitte hat er eine kleine unzugängliche Insel, die etwa 140 Quadratmeter in der Fläche misst. An seinem Nordende fällt das Wasser über ein Wehr und fließt dann in den etwas tiefer gelegenen, 1900 Quadratmeter großen Nordteil. Dieser ist etwa 80 m lang und an seiner breitesten Stelle etwa 25 m breit. An seinem Nordende tritt das Freibadbächl wieder aus dem Weiher aus und fließt unter dem Bahndamm hindurch. Über den kurzen Wasserlauf, der die beiden Seeteile verbindet und der an seiner engsten Stelle nicht breiter als einen Meter ist, führt wenige Meter unterhalb (nördlich) des Wehrs eine Straßenbrücke aus Beton als Rettungszufahrt zur Isar und zum Kiosk.
Seinem Namen entsprechend gibt es an dem Entenweiher viele Enten, aber auch andere Wasservögel wie Wasserhühner und Schwäne.